# Lago Cucao

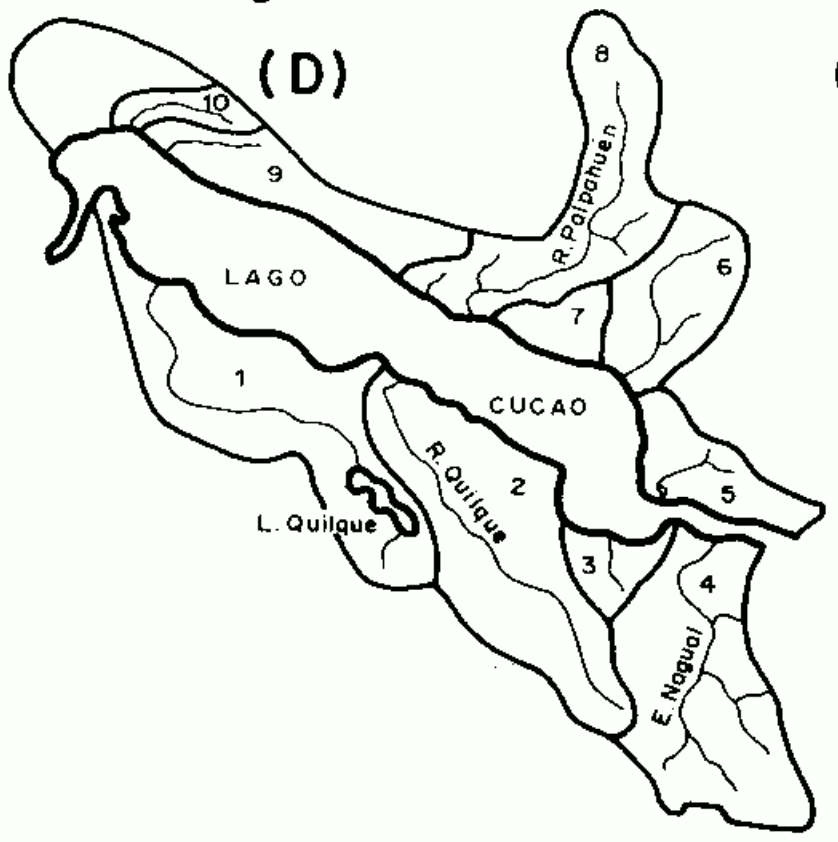
Cuenca hidrográfica del lago Cucao.

El lago Cucao es una masa de agua superficial de origen glacial y aguas salobres ubicado en la comuna de Chonchi, al oeste de la isla de Chiloé, en el sur de Chile.

## Ubicación y descripción
Está ubicado en el sector de Chanquín en el parque nacional Chiloé y junto con el lago Huillinco, al cual está unido por el estrecho Contento, forman la mayor cuenca lacustre del archipiélago de Chiloé.
Tiene un espejo de agua de 10,4 km² y una cuenca hidrográfica 3,7 veces mayor, con 39 km² de superficie. Su profundidad máxima y media es de solo 25 y 12 m, respectivamente.: 26 

## Hidrología
Está conectado mediante arroyos al lago Tepuhueico y también a otras 38 subcuencas que forman su drenaje. Su orilla occidental está muy cercana al océano Pacífico, al cual vierte sus aguas el pequeño río Cucao, de alrededor de 1 km de longitud.
Sobre los lagos Natri, Tarahuín, Tepuhueico, Huillinco y Cucao existe, excepcionalmente, un acabado estudio de sus condiciones hidrográficas en el A study of the river basins and limnology of ﬁve humic lakes on Chiloé Island publicado en la Revista Chilena de Historia Natural en diciembre de 2003 por Oscar Parra, Stefan Woelf y Edilia Jaque Castillo.
Del estudio se tienen los siguientes datos de la morfología de los cuerpos de agua:
| | Natri    | Tepuhueico | Tarahuín | Huillinco | Cucao    |
| Latitud | 42°47’ S | 42°47’ S   | 42°43’ S | 42°40’ S  | 42°38’ S |
| Longitud | 73°50’ W | 73°58’ W   | 73°45’ W | 73°57’ W  | 74°40’ W |
| Altitud (m) | 39.0     | 25.0       | 66.0     | 13.0      | 10.0     |
| Volumen (km³) | 0.273    | 0.128      | 0.170    | 0.395     | 0.127    |
| Área del espejo de agua (Ao) (km²) | 7.8      | 14.3       | 7.71     | 9.1       | 10.6     |
| Área drenaje (Ad) (km²) | 46.5     | 182.1      | 38.1     | 529.8     | 33.2     |
| Largo máximo (lm) (km) | 6.3      | 5.2        | 6.4      | 8.1       | 7.9      |
| Ancho máximo (bm) (km) | 1.3      | 3.1        | 1.5      | 3.2       | 1.8      |
| Ancho mínimo (km) | 0.6      | 1.9        | 0.5      | 0.8       | 0.7      |
| Ancho promedip (b) (km) | 1.2      | 2.5        | 0.9      | 1.9       | 1.1      |
| Profundidad máxima (Zm) (m) | 58.0     | 25.0       | 33.0     | 47.0      | 25.0     |
| Profundidad promedio (Z) (m) | 35.0     | 9.0        | 22.2     | 20.7      | 12.0     |
| Profundidad relativa (Zr) (%) | 1.8      | 0.6        | 1.1      | 1.0       | 0.7      |
| Perímetro (L) (km) | 16.4     | 24.7       | 20.0     | 25.9      | 22.9     |
| Coeficiente de perímetro (DL)* | 1.7      | 1.8        | 2.0      | 1.7       | 2.0      |
| Ad/Ao | 6.0      | 12.7       | 4.9      | 27.7      | 3.1      |
| Proporción profundidad media a máxima Z:Zm | 0.6      | 0.4        | 0.7      | 0.4       | 0.5      |
| Desarrollo del volumen* | 1.8      | 1.1        | 2.0      | 1.3       | 1.4      |
| - El coeficiente de perímetro es la proporción entre el perímetro del lago y el perímetro de una circunferencia con igual área que el lago. Toma el valor 1 para un lago perfectamente circular. {\textstyle D_{L}={\frac {L}{2{\sqrt {\pi A}}}}}, con {\textstyle D_{L}} es el coeficiente, {\displaystyle L} es el perímetro del lago, y {\displaystyle A} es el área del lago. - El desarrollo del volumen es una medida de la diferencia entre la forma del lago (cuerpo de agua) y la de un cono: Dv = 3 Z÷ Zmax |          |            |          |           |          |

La isla de Chiloé tiene precipitaciones anuales de entre 2000 a 2500 mm, una humedad relativa de 84 % y una temperatura promedio histórico de 10,5 °C con mínimo y máximo de 6,9 °C y 14,2 °C respectivamente.: 564 

## Historia
Francisco Solano Asta-Buruaga y Cienfuegos escribió en 1899 en su obra póstuma Diccionario Geográfico de la República de Chile sobre el lago:
Cucao (Laguna de).-—Hermoso receptáculo de agua, que se halla en el departamento de Castro en la parte de la isla de Chiloé, próxima á su costa occidental y á unos 15 kilómetros al SO. de la ciudad de Castro. Se extiende de SE. á NO. cerca de 18 kilómetros con un ancho de dos á cuatro, divida en dos cuerpos, que se comunican por una corta angostura; denominándose especialmente el de la parte oriental laguna de Huillinco, por la aldea vecina así llamada. Es notablemente pintoresca, circuida de alturas selvosas hasta el borde del agua y de las que caen en ellas varios arroyos. Por el extremo oriental recibe el riachuelo de Notué, y por el occidental desagua por un corto emisario en el Pacífico bajo los 42° 40' de Lat. y 74° 06' Lon., donde se forma una caleta inmediata á la aldea del título.

## Población, economía y ecología
El lago Cucao tiene una concesión acuícola.: 26 

### Estado trófico
La eutrofización es el envejecimiento natural de cuerpos lacustres (lagos, lagunas, embalses, pantanos, humedales, etc.) como resultado de la acumulación gradual de nutrientes, un incremento de la productividad biológica y la acumulación paulatina de sedimentos provenientes de su cuenca de drenaje.: 4  Su avance es dependiente del flujo de nutrientes, de las dimensiones y forma del cuerpo lacustre y del tiempo de permanencia del agua en el mismo.: 24  En estado natural la eutrofización es lenta (a escala de milenios), pero por causas relacionadas con el mal uso del suelo, el incremento de la erosión y por la descarga de aguas servidas domésticas entre otras, puede verse acelerado a escala temporal de décadas o menos.: 4  Los elementos más característicos del estado trófico son fósforo, nitrógeno, DBO5 y clorofila y la propiedad turbiedad.
Existen diferentes criterios de clasificación trófica que caracterizan la concentración de esos elementos (de menor a mayor concentración) como: ultraoligotrófico, oligotrófico, mesotrófico, eutrófico, hipereutrófico. Ese es el estado trófico del elemento en el cuerpo de agua. Los estados hipereutrófico y eutrófico son estados no deseados en el ecosistema, debido a que los bienes y servicios que nos brinda el agua (bebida, recreación, higiene, entre otros) son más compatibles con lagos de características ultraoligotróficas, oligotróficas o mesotróficas.: 14 
Los lagos de la Isla grande de Chiloé han sido caracterizados como ligeramente ácidos (pH<7), con niveles de nutrientes de carácter eutrófico, de poca profundidad (entre 10 y 60 m), de reducido tamaño y, por ende, de pequeños volúmenes de agua, lo que hace que no se estratifiquen térmicamente.: 30 